# Sexy or Not
Sexy or not est une émission jeu de télé réalité diffusée sur Europe 2 TV à partir du 18 octobre 2005.

## Principe
Le jeu propose l'élection de « la fille et le garçon les plus sexy » par un jury de professionnels, spécialistes en matière de sensualité . La première étape consiste en un casting à travers la France (Paris, Lyon, Marseille, Montpellier), ainsi qu'à Bruxelles, pour sélectionner 5 garçons et 5 filles. Les 10 élus se rendront à Paris où ils apprendront à mettre leur corps en valeur à l'aide de coachs, avant de participer à la finale.
La finale est diffusée le 12 janvier 2006 sur Europe 2 TV en prime time. Elle est présentée par Lomig Guillo et réalisée par Miguel Octave . Cindy, candidate sélectionnée à Montpellier et Yaddad, choisi lors des sélections de Bruxelles  remportent cette finale. La gagnante fera la couverture du magazine FHM en février 2006 et les deux gagnants feront plusieurs apparitions sur Europe 2 TV. Parmi les autres candidats notables figurait John-David Dery, également candidat de l'émission Secret Story .

## Jury
- Eric Briard (directeur artistique)
- ḵLomig Guillo (rédacteur en chef de FHM)
- Mallory Marcourel (attachée de presse d'Emanuel Ungaro)
- Dominique Micelli (ancienne rédactrice de Vogue)